# Championnat d'Asie de football des moins de 16 ans 2010
Navigation
Ouzbékistan 2008 Iran 2012
Le Championnat d'Asie de football des moins de 16 ans 2010 est la quatorzième édition du Championnat d'Asie de football des moins de 16 ans qui a eu lieu à Tachkent en Ouzbékistan du 24 octobre au 7 novembre 2010. L'équipe d'Iran, championne d'Asie lors de l'édition précédente, peut y défendre son titre après avoir réussi à passer les éliminatoires. Ce tournoi sert de qualification pour la prochaine Coupe du monde des moins de 17 ans, qui aura lieu au Mexique durant l'été 2011 : les 4 demi-finalistes seront directement qualifiés pour la phase finale.

## Qualification

### Poule 1
| Rang | Équipe                | Pts | J | G | N | P | Bp | Bc | Diff |  | Résultats (▼ dom., ► ext.) |     |     |     |     |     |
| ---- | --------------------- | --- | - | - | - | - | -- | -- | ---- |  | -------------------------- | --- | --- | --- | --- | --- |
| 1    | Ouzbékistan           | 10  | 4 | 3 | 1 | 0 | 10 | 0  | +10  |  | Ouzbékistan                |     | 3-0 |     | 3-0 |     |
| 2    | Koweït                | 9   | 4 | 3 | 0 | 1 | 8  | 3  | +5   |  | Koweït                     |     |     | 1-0 |     |     |
| 3    | Arabie saoudite       | 7   | 4 | 2 | 1 | 1 | 3  | 1  | +2   |  | Arabie saoudite            | 0-0 |     |     |     | 1-0 |
| 4    | Pakistan              | 1   | 4 | 0 | 1 | 3 | 1  | 7  | -6   |  | Pakistan                   |     | 0-1 | 0-2 |     |     |
| 5    | Afghanistan           | 1   | 4 | 0 | 1 | 3 | 1  | 12 | -11  |  | Afghanistan                | 0-4 | 0-6 |     | 1-1 |     |
| 6    | Sri Lanka disqualifié |     |   |   |   |   |    |    |      |  |                            |     |     |     |     |     |

### Poule 2
| Rang | Équipe               | Pts | J | G | N | P | Bp | Bc | Diff |  | Résultats (▼ dom., ► ext.) |     |     |     | Drapeau du Népal |     |
| ---- | -------------------- | --- | - | - | - | - | -- | -- | ---- |  | -------------------------- | --- | --- | --- | ---------------- | --- |
| 1    | Iran                 | 10  | 4 | 3 | 1 | 0 | 9  | 0  | +9   |  | Iran                       |     |     | 2-0 | 3-0              |     |
| 2    | Tadjikistan          | 10  | 4 | 3 | 1 | 0 | 9  | 0  | +9   |  | Tadjikistan                | 0-0 |     |     | 4-0              | 3-0 |
| 3    | Bahreïn              | 6   | 4 | 2 | 0 | 2 | 7  | 5  | +2   |  | Bahreïn                    |     | 0-2 |     |                  | 2-1 |
| 4    | Népal                | 3   | 4 | 1 | 0 | 3 | 3  | 12 | -9   |  | Népal                      |     |     | 0-5 |                  |     |
| 5    | Liban                | 0   | 4 | 0 | 0 | 4 | 1  | 12 | -11  |  | Liban                      | 0-4 |     |     | 0-3              |     |
| 6    | Maldives disqualifié |     |   |   |   |   |    |    |      |  |                            |     |     |     |                  |     |

### Poule 3
| Rang | Équipe    | Pts | J | G | N | P | Bp | Bc | Diff |  | Résultats (▼ dom., ► ext.) |     |     |     |     |     |      |
| ---- | --------- | --- | - | - | - | - | -- | -- | ---- |  | -------------------------- | --- | --- | --- | --- | --- | ---- |
| 1    | Syrie     | 15  | 5 | 5 | 0 | 0 | 23 | 0  | +23  |  | Syrie                      |     |     | 1-0 |     | 9-0 | 10-0 |
| 2    | Irak      | 12  | 5 | 4 | 0 | 1 | 15 | 3  | +12  |  | Irak                       | 0-1 |     |     | 4-0 | 3-1 |      |
| 3    | Yémen     | 9   | 5 | 3 | 0 | 2 | 12 | 3  | +9   |  | Yémen                      |     | 0-1 |     | 2-1 |     |      |
| 4    | Qatar     | 6   | 5 | 2 | 0 | 3 | 6  | 8  | -2   |  | Qatar                      | 0-2 |     |     |     | 1-0 |      |
| 5    | Palestine | 3   | 5 | 1 | 0 | 4 | 3  | 17 | -14  |  | Palestine                  |     |     | 0-3 |     |     | 2-1  |
| 6    | Bhoutan   | 0   | 5 | 0 | 0 | 5 | 2  | 30 | -28  |  | Bhoutan                    |     | 1-7 | 0-7 | 0-4 |     |      |

### Poule 4
| Rang | Équipe              | Pts | J | G | N | P | Bp | Bc | Diff |  | Résultats (▼ dom., ► ext.) |     |     |     |     |     |     |
| ---- | ------------------- | --- | - | - | - | - | -- | -- | ---- |  | -------------------------- | --- | --- | --- | --- | --- | --- |
| 1    | Émirats arabes unis | 13  | 5 | 4 | 0 | 1 | 19 | 4  | +15  |  | Émirats arabes unis        |     |     | 2-1 | 3-0 | 6-3 |     |
| 2    | Jordanie            | 11  | 5 | 3 | 2 | 0 | 12 | 5  | +7   |  | Jordanie                   | 0-0 |     | 1-1 |     |     | 3-2 |
| 3    | Oman                | 10  | 5 | 3 | 1 | 1 | 8  | 3  | +5   |  | Oman                       |     |     |     | 2-0 | 2-0 |     |
| 4    | Kirghizistan        | 4   | 5 | 1 | 1 | 3 | 4  | 8  | -4   |  | Kirghizistan               |     | 1-2 |     |     | 0-0 | 3-1 |
| 5    | Inde                | 4   | 5 | 1 | 1 | 3 | 6  | 15 | -9   |  | Inde                       |     | 1-6 |     |     |     | 2-1 |
| 6    | Turkménistan        | 0   | 5 | 0 | 0 | 5 | 4  | 18 | -14  |  | Turkménistan               | 0-8 |     | 0-2 |     |     |     |

### Poule 5
| Rang | Équipe           | Pts | J | G | N | P | Bp | Bc | Diff |  | Résultats (▼ dom., ► ext.) |     |     |     |     |      |
| ---- | ---------------- | --- | - | - | - | - | -- | -- | ---- |  | -------------------------- | --- | --- | --- | --- | ---- |
| 1    | Japon            | 12  | 4 | 4 | 0 | 0 | 26 | 0  | +26  |  | Japon                      |     | 3-0 | 5-0 |     | 12-0 |
| 2    | Indonésie        | 7   | 4 | 2 | 1 | 1 | 10 | 3  | +7   |  | Indonésie                  |     |     |     | 0-0 |      |
| 3    | Taïwan           | 6   | 4 | 2 | 0 | 2 | 6  | 8  | -2   |  | Taïwan                     |     | 0-1 |     |     | 4-1  |
| 4    | Bangladesh       | 4   | 4 | 1 | 1 | 2 | 2  | 8  | -6   |  | Bangladesh                 | 0-6 |     | 1-2 |     |      |
| 5    | Philippines      | 0   | 4 | 0 | 0 | 4 | 1  | 26 | -25  |  | Philippines                |     | 0-9 |     | 0-1 |      |
| 6    | Mongolie forfait |     |   |   |   |   |    |    |      |  |                            |     |     |     |     |      |

### Poule 6
| Rang | Équipe         | Pts | J | G | N | P | Bp | Bc | Diff |  | Résultats (▼ dom., ► ext.) |      | Drapeau du Timor oriental |      |     |     |      |
| ---- | -------------- | --- | - | - | - | - | -- | -- | ---- |  | -------------------------- | ---- | ------------------------- | ---- | --- | --- | ---- |
| 1    | Chine          | 13  | 5 | 4 | 1 | 0 | 29 | 2  | +27  |  | Chine                      |      | 0-0                       | 6-0  | 7-0 |     |      |
| 2    | Timor oriental | 13  | 5 | 4 | 1 | 0 | 22 | 0  | +22  |  | Timor oriental             |      |                           |      | 3-0 | 3-0 | 13-0 |
| 3    | Hong Kong      | 7   | 5 | 2 | 1 | 2 | 16 | 13 | +3   |  | Hong Kong                  |      | 0-3                       |      | 1-1 |     |      |
| 4    | Singapour      | 7   | 5 | 2 | 1 | 2 | 8  | 12 | -4   |  | Singapour                  |      |                           |      |     | 3-1 | 4-0  |
| 5    | Guam           | 3   | 5 | 1 | 0 | 4 | 9  | 11 | -2   |  | Guam                       | 0-2  |                           | 2-3  |     |     |      |
| 6    | Macao          | 0   | 5 | 0 | 0 | 5 | 1  | 49 | -48  |  | Macao                      | 0-14 |                           | 1-12 |     | 0-6 |      |

### Poule 7
| Rang | Équipe        | Pts | J | G | N | P | Bp | Bc | Diff |  | Résultats (▼ dom., ► ext.) |     |     |     |      |     |     |
| ---- | ------------- | --- | - | - | - | - | -- | -- | ---- |  | -------------------------- | --- | --- | --- | ---- | --- | --- |
| 1    | Corée du Nord | 13  | 5 | 4 | 0 | 1 | 15 | 4  | +11  |  | Corée du Nord              |     |     | 1-1 |      | 5-1 |     |
| 2    | Vietnam       | 8   | 5 | 2 | 2 | 1 | 12 | 6  | +6   |  | Vietnam                    | 1-2 |     |     | 3-3  |     |     |
| 3    | Thaïlande     | 8   | 5 | 2 | 2 | 1 | 13 | 4  | +9   |  | Thaïlande                  |     | 0-1 |     |      |     | 8-0 |
| 4    | Corée du Sud  | 6   | 5 | 1 | 3 | 1 | 17 | 7  | +10  |  | Corée du Sud               | 1-2 |     | 2-2 |      | 0-0 |     |
| 5    | Birmanie      | 5   | 5 | 1 | 2 | 2 | 4  | 8  | -4   |  | Birmanie                   |     | 0-0 | 0-2 |      |     | 3-1 |
| 6    | Cambodge      | 0   | 5 | 0 | 0 | 5 | 2  | 34 | -32  |  | Cambodge                   | 0-5 | 1-7 |     | 0-11 |     |     |

### Poule 8
| Rang | Équipe    | Pts | J | G | N | P | Bp | Bc | Diff |  | Résultats (▼ dom., ► ext.) |     |     |     |
| ---- | --------- | --- | - | - | - | - | -- | -- | ---- |  | -------------------------- | --- | --- | --- |
| 1    | Australie | 10  | 4 | 3 | 1 | 0 | 17 | 3  | +14  |  | Australie                  |     | 7-0 | 2-2 |
| 2    | Laos      | 4   | 4 | 1 | 1 | 2 | 10 | 17 | -7   |  | Laos                       | 0-6 |     | 4-4 |
| 3    | Malaisie  | 2   | 4 | 0 | 2 | 2 | 7  | 14 | -7   |  | Malaisie                   | 1-2 | 0-6 |     |

### Meilleurs troisièmes
Comme l'Ouzbékistan est qualifiée et de plus est le pays organisateur, la 16e place est allouée au meilleur troisième.
| Groupe | Équipe          | J | V | N | D | Bp | Bc | Diff | Pts |
| ------ | --------------- | - | - | - | - | -- | -- | ---- | --- |
| D      | Oman            | 4 | 2 | 1 | 1 | 6  | 3  | +3   | 7   |
| A      | Arabie saoudite | 4 | 2 | 1 | 1 | 3  | 1  | +2   | 7   |
| B      | Bahreïn         | 4 | 2 | 0 | 2 | 7  | 5  | +2   | 6   |
| C      | Yémen           | 4 | 2 | 0 | 2 | 5  | 3  | +2   | 6   |
| E      | Taïwan          | 4 | 2 | 0 | 2 | 6  | 8  | –2   | 6   |
| G      | Thaïlande       | 4 | 1 | 2 | 1 | 5  | 4  | +1   | 5   |
| F      | Hong Kong       | 4 | 1 | 1 | 2 | 4  | 12 | –8   | 4   |

## Équipes participantes
| - Australie - Chine - Indonésie - Iran | - Irak - Japon - Jordanie - Corée du Nord | - Koweït - Oman - Syrie - Tadjikistan | - Timor oriental - Émirats arabes unis - Ouzbékistan - Vietnam |

## Premier tour

### Groupe A
| Équipe      | J | V | N | D | Bp | Bc | Diff | Pts |
| ----------- | - | - | - | - | -- | -- | ---- | --- |
| Ouzbékistan | 3 | 2 | 1 | 0 | 11 | 1  | +10  | 7   |
| Jordanie    | 3 | 1 | 2 | 0 | 2  | 1  | 1    | 5   |
| Indonésie   | 3 | 1 | 0 | 2 | 4  | 5  | -1   | 3   |
| Tadjikistan | 3 | 0 | 1 | 2 | 3  | 13 | -10  | 1   |

| 24 octobre 2010 | Ouzbékistan                          | 3 – 0 | Indonésie | Stade Pakhtakor Markaziy, Tachkent               |                                                  |
| 15:00           | Khakimov 31e 47e · Sobirkhodjaev 60e |       |           | Spectateurs : 16 500 Arbitrage : Alireza Faghani | Spectateurs : 16 500 Arbitrage : Alireza Faghani |
| 15:00           | (Rapport)                            |       |           | Spectateurs : 16 500 Arbitrage : Alireza Faghani | Spectateurs : 16 500 Arbitrage : Alireza Faghani |

| 24 octobre 2010 | Tadjikistan  | 1 – 1 | Jordanie        | Stade Pakhtakor Markaziy, Tachkent       |                                          |
| 19:00           | Sultonov 62e |       | 74e Al-Bashtawi | Spectateurs : 300 Arbitrage : Lee Min-Hu | Spectateurs : 300 Arbitrage : Lee Min-Hu |
| 19:00           | (Rapport)    |       |                 | Spectateurs : 300 Arbitrage : Lee Min-Hu | Spectateurs : 300 Arbitrage : Lee Min-Hu |

| 26 octobre 2010 | Indonésie                               | 4 – 1 | Tadjikistan | Stade Pakhtakor Markaziy, Tachkent               |                                                  |
| 19:00           | Rasyid 11e · Antoni 47e 59e · Angga 71e |       | 85e Saidov  | Spectateurs : 1 300 Arbitrage : Yousef Almarzouq | Spectateurs : 1 300 Arbitrage : Yousef Almarzouq |
| 19:00           | (Rapport)                               |       |             | Spectateurs : 1 300 Arbitrage : Yousef Almarzouq | Spectateurs : 1 300 Arbitrage : Yousef Almarzouq |

| 26 octobre 2010 | Jordanie  | 0 – 0 | Ouzbékistan | Stade Pakhtakor Markaziy, Tachkent               |                                                  |
| 15:00           |           |       |             | Spectateurs : 10 500 Arbitrage : Nawaf Shukralla | Spectateurs : 10 500 Arbitrage : Nawaf Shukralla |
| 15:00           | (Rapport) |       |             | Spectateurs : 10 500 Arbitrage : Nawaf Shukralla | Spectateurs : 10 500 Arbitrage : Nawaf Shukralla |

| 28 octobre 2010 | Ouzbékistan | 8 – 1 | Tadjikistan    | Stade Pakhtakor Markaziy, Tachkent               |                                                  |
| 13:00           | T.Khakimov 2e 25e · Mirabdullayev 19e · Makhstaliyev 39e · J.Khakimov 75e 90+1e · Kamolov 80e (pen.) · Murodov 89e (pen.) |       | 59e Muhtojzoda | Spectateurs : 22 000 Arbitrage : Alireza Faghani | Spectateurs : 22 000 Arbitrage : Alireza Faghani |
| 13:00           | (Rapport) |       |                | Spectateurs : 22 000 Arbitrage : Alireza Faghani | Spectateurs : 22 000 Arbitrage : Alireza Faghani |

| 28 octobre 2010 | Jordanie      | 1 – 0 | Indonésie | JAR Stadium, Tachkent                         |                                               |
| 13:00           | Al-Hasani 70e |       |           | Spectateurs : 3 000 Arbitrage : Apisit Aonruk | Spectateurs : 3 000 Arbitrage : Apisit Aonruk |
| 13:00           | (Rapport)     |       |           | Spectateurs : 3 000 Arbitrage : Apisit Aonruk | Spectateurs : 3 000 Arbitrage : Apisit Aonruk |

### Groupe B
| Équipe        | J | V | N | D | Bp | Bc | Diff | Pts |
| ------------- | - | - | - | - | -- | -- | ---- | --- |
| Corée du Nord | 3 | 2 | 1 | 0 | 5  | 2  | +3   | 7   |
| Syrie         | 3 | 1 | 2 | 0 | 3  | 2  | +1   | 5   |
| Iran          | 3 | 1 | 1 | 1 | 6  | 4  | +2   | 4   |
| Oman          | 3 | 0 | 0 | 3 | 2  | 8  | -6   | 0   |

| 24 octobre 2010 | Iran                                                            | 5 – 1 | Oman         | JAR Stadium, Tachkent                       |                                             |
| 17:00           | Fathian 26e 59e · Mahdipour 45+2e · Azmoun 48e · Haghnazari 72e |       | 84e Al-Habsi | Spectateurs : 3 000 Arbitrage : Kenji Ogiya | Spectateurs : 3 000 Arbitrage : Kenji Ogiya |
| 17:00           | (Rapport)                                                       |       |              | Spectateurs : 3 000 Arbitrage : Kenji Ogiya | Spectateurs : 3 000 Arbitrage : Kenji Ogiya |

| 24 octobre 2010 | Corée du Nord | 1 – 1 | Syrie           | JAR Stadium, Tachkent                           |                                                 |
| 13:00           | Kharbin 5e    |       | 60e Ri Kwang-il | Spectateurs : 3 700 Arbitrage : Nawaf Shukralla | Spectateurs : 3 700 Arbitrage : Nawaf Shukralla |
| 13:00           | (Rapport)     |       |                 | Spectateurs : 3 700 Arbitrage : Nawaf Shukralla | Spectateurs : 3 700 Arbitrage : Nawaf Shukralla |

| 26 octobre 2010 | Syrie     | 1 – 0 | Oman | JAR Stadium, Tachkent                              |                                                    |
| 13:00           | Omar 90e  |       |      | Spectateurs : 7 000 Arbitrage : Dmitriy Mashentsev | Spectateurs : 7 000 Arbitrage : Dmitriy Mashentsev |
| 13:00           | (Rapport) |       |      | Spectateurs : 7 000 Arbitrage : Dmitriy Mashentsev | Spectateurs : 7 000 Arbitrage : Dmitriy Mashentsev |

| 26 octobre 2010 | Corée du Nord                         | 2 – 0 | Iran | JAR Stadium, Tachkent                   |                                         |
| 17:00           | Kang Nam Gwon 22e · Jong Kwak Sok 32e |       |      | Spectateurs : 2 000 Arbitrage : Qi Chan | Spectateurs : 2 000 Arbitrage : Qi Chan |
| 17:00           | (Rapport)                             |       |      | Spectateurs : 2 000 Arbitrage : Qi Chan | Spectateurs : 2 000 Arbitrage : Qi Chan |

| 28 octobre 2010 | Iran          | 1 – 1 | Syrie       | Stade Pakhtakor Markaziy, Tachkent              |                                                 |
| 17:00           | Haghnazari 6e |       | 79e Al-Taki | Spectateurs : 1 500 Arbitrage : Nawaf Shukralla | Spectateurs : 1 500 Arbitrage : Nawaf Shukralla |
| 17:00           | (Rapport)     |       |             | Spectateurs : 1 500 Arbitrage : Nawaf Shukralla | Spectateurs : 1 500 Arbitrage : Nawaf Shukralla |

| 28 octobre 2010 | Oman            | 1 – 2 | Corée du Nord | JAR Stadium, Tachkent                             |                                                   |
| 17:00           | Al-Riyami 90+3e |       | 24e 67e Chol  | Spectateurs : 3 500 Arbitrage : Yousef Al-Marzouq | Spectateurs : 3 500 Arbitrage : Yousef Al-Marzouq |
| 17:00           | (Rapport)       |       |               | Spectateurs : 3 500 Arbitrage : Yousef Al-Marzouq | Spectateurs : 3 500 Arbitrage : Yousef Al-Marzouq |

### Groupe C
| Équipe         | J | V | N | D | Bp | Bc | Diff | Pts |
| -------------- | - | - | - | - | -- | -- | ---- | --- |
| Australie      | 3 | 2 | 1 | 0 | 8  | 1  | +7   | 7   |
| Japon          | 3 | 2 | 1 | 0 | 7  | 0  | +7   | 7   |
| Vietnam        | 3 | 1 | 0 | 2 | 4  | 10 | -6   | 3   |
| Timor oriental | 3 | 0 | 0 | 3 | 1  | 9  | -8   | 0   |

| 25 octobre 2010 | Japon                                                               | 6 – 0 | Vietnam | Stade Pakhtakor Markaziy, Tachkent            |                                               |
| 15:00           | Ueda 16e · Minamino 19e 66e · Kanda 35e · Hayakawa 47e · Ishige 90e |       |         | Spectateurs : 7 000 Arbitrage : Apisit Aonruk | Spectateurs : 7 000 Arbitrage : Apisit Aonruk |
| 15:00           | (Rapport)                                                           |       |         | Spectateurs : 7 000 Arbitrage : Apisit Aonruk | Spectateurs : 7 000 Arbitrage : Apisit Aonruk |

| 25 octobre 2010 | Australie                                               | 5 – 0 | Timor oriental | Stade Pakhtakor Markaziy, Tachkent                 |                                                    |
| 19:00           | Makarounas 14e 20e · Remington 34e 79e · Woodcock 90+2e |       |                | Spectateurs : 2 000 Arbitrage : Vladislav Tseytlin | Spectateurs : 2 000 Arbitrage : Vladislav Tseytlin |
| 19:00           | (Rapport)                                               |       |                | Spectateurs : 2 000 Arbitrage : Vladislav Tseytlin | Spectateurs : 2 000 Arbitrage : Vladislav Tseytlin |

| 27 octobre 2010 | Vietnam      | 1 – 3 | Australie                             | Stade Pakhtakor Markaziy, Tachkent               |                                                  |
| 19:00           | Xuan Nam 49e |       | 60e 90+10e Makarounas · 90+2e Chapman | Spectateurs : 3 700 Arbitrage : Abdullah Balideh | Spectateurs : 3 700 Arbitrage : Abdullah Balideh |
| 19:00           | (Rapport)    |       |                                       | Spectateurs : 3 700 Arbitrage : Abdullah Balideh | Spectateurs : 3 700 Arbitrage : Abdullah Balideh |

| 27 octobre 2010 | Timor oriental | 0 – 1 | Japon        | Stade Pakhtakor Markaziy, Tachkent             |                                                |
| 15:00           |                |       | 87e Minamino | Spectateurs : 2 000 Arbitrage : Mohammad Mousa | Spectateurs : 2 000 Arbitrage : Mohammad Mousa |
| 15:00           | (Rapport)      |       |              | Spectateurs : 2 000 Arbitrage : Mohammad Mousa | Spectateurs : 2 000 Arbitrage : Mohammad Mousa |

| 29 octobre 2010 | Japon     | 0 – 0 | Australie | Stade Pakhtakor Markaziy, Tachkent         |                                            |
| 13:00           |           |       |           | Spectateurs : 5 500 Arbitrage : Lee Min-Hu | Spectateurs : 5 500 Arbitrage : Lee Min-Hu |
| 13:00           | (Rapport) |       |           | Spectateurs : 5 500 Arbitrage : Lee Min-Hu | Spectateurs : 5 500 Arbitrage : Lee Min-Hu |

| 29 octobre 2010 | Timor oriental | 1 – 3 | Vietnam                                 | JAR Stadium, Tachkent                  |                                        |
| 13:00           | Alves 62e      |       | 50e (pen.) 65e Viet Thang · 87e Van Hui | Spectateurs : 2 300 Arbitrage : Qi Fan | Spectateurs : 2 300 Arbitrage : Qi Fan |
| 13:00           | (Rapport)      |       |                                         | Spectateurs : 2 300 Arbitrage : Qi Fan | Spectateurs : 2 300 Arbitrage : Qi Fan |

### Groupe D
| Équipe              | J | V | N | D | Bp | Bc | Diff | Pts |
| ------------------- | - | - | - | - | -- | -- | ---- | --- |
| Irak                | 3 | 2 | 0 | 1 | 6  | 2  | +4   | 6   |
| Émirats arabes unis | 3 | 1 | 2 | 0 | 3  | 2  | +1   | 5   |
| Koweït              | 3 | 1 | 1 | 1 | 1  | 3  | -2   | 4   |
| Chine               | 3 | 0 | 1 | 2 | 1  | 4  | -3   | 1   |

| 25 octobre 2010 | Émirats arabes unis | 0 – 0 | Koweït | JAR Stadium, Tachkent                           |                                                 |
| 17:00           |                     |       |        | Spectateurs : 3 750 Arbitrage : Mohammad Khalaf | Spectateurs : 3 750 Arbitrage : Mohammad Khalaf |
| 17:00           | (Rapport)           |       |        | Spectateurs : 3 750 Arbitrage : Mohammad Khalaf | Spectateurs : 3 750 Arbitrage : Mohammad Khalaf |

| 25 octobre 2010 | Irak                             | 2 – 0 | Chine | JAR Stadium, Tachkent                            |                                                  |
| 13:00           | Hussein 5e · Al-Fuadi 39e (pen.) |       |       | Spectateurs : 4 700 Arbitrage : Abdullah Balideh | Spectateurs : 4 700 Arbitrage : Abdullah Balideh |
| 13:00           | (Rapport)                        |       |       | Spectateurs : 4 700 Arbitrage : Abdullah Balideh | Spectateurs : 4 700 Arbitrage : Abdullah Balideh |

| 27 octobre 2010 | Koweït    | 0 – 3 | Irak                                    | JAR Stadium, Tachkent                      |                                            |
| 13:00           |           |       | 15e Ismail · 32e Hussein · 64e Abdullah | Spectateurs : 7 500 Arbitrage : Lee Min-Hu | Spectateurs : 7 500 Arbitrage : Lee Min-Hu |
| 13:00           | (Rapport) |       |                                         | Spectateurs : 7 500 Arbitrage : Lee Min-Hu | Spectateurs : 7 500 Arbitrage : Lee Min-Hu |

| 27 octobre 2010 | Chine     | 1 – 1 | Émirats arabes unis | JAR Stadium, Tachkent                       |                                             |
| 17:00           | Zheng 75e |       | 74e Al-Hammadi      | Spectateurs : 2 000 Arbitrage : Kenji Ogiya | Spectateurs : 2 000 Arbitrage : Kenji Ogiya |
| 17:00           | (Rapport) |       |                     | Spectateurs : 2 000 Arbitrage : Kenji Ogiya | Spectateurs : 2 000 Arbitrage : Kenji Ogiya |

| 29 octobre 2010 | Émirats arabes unis           | 2 – 1 | Irak      | Stade Pakhtakor Markaziy, Tachkent                 |                                                    |
| 17:00           | Al-Mazrooei 55e · Al-Durs 74e |       | 27e Fendi | Spectateurs : 1 500 Arbitrage : Dmitriy Mashentsev | Spectateurs : 1 500 Arbitrage : Dmitriy Mashentsev |
| 17:00           | (Rapport)                     |       |           | Spectateurs : 1 500 Arbitrage : Dmitriy Mashentsev | Spectateurs : 1 500 Arbitrage : Dmitriy Mashentsev |

| 29 octobre 2010 | Chine     | 0 – 1 | Koweït       | JAR Stadium, Tachkent                              |                                                    |
| 17:00           |           |       | 73e Al-Enezi | Spectateurs : 1 500 Arbitrage : Vladislav Tseytlin | Spectateurs : 1 500 Arbitrage : Vladislav Tseytlin |
| 17:00           | (Rapport) |       |              | Spectateurs : 1 500 Arbitrage : Vladislav Tseytlin | Spectateurs : 1 500 Arbitrage : Vladislav Tseytlin |

## Phase finale

### Quarts de finale
| 1er novembre 2010 | Australie                        | 3 – 2 (ap) | Émirats arabes unis           | JAR Stadium, Tachkent                       |                                             |
| 13:00             | Brown 82e · Gallifuoco 90+4e 99e |            | 18e Al-Durs · 45e Al-Balooshi | Spectateurs : 3 500 Arbitrage : Kenji Ogiya | Spectateurs : 3 500 Arbitrage : Kenji Ogiya |
| 13:00             | (Rapport)                        |            |                               | Spectateurs : 3 500 Arbitrage : Kenji Ogiya | Spectateurs : 3 500 Arbitrage : Kenji Ogiya |

| 1er novembre 2010 | Ouzbékistan                       | 2 – 1 | Syrie      | Stade Pakhtakor Markaziy, Tachkent          |                                             |
| 15:00             | Makhstaliev 37e · T. Khakimov 82e |       | 50e Nabhan | Spectateurs : 22 000 Arbitrage : Lee Min Hu | Spectateurs : 22 000 Arbitrage : Lee Min Hu |
| 15:00             | (Rapport)                         |       |            | Spectateurs : 22 000 Arbitrage : Lee Min Hu | Spectateurs : 22 000 Arbitrage : Lee Min Hu |

| 1er novembre 2010 | Irak         | 1 – 3 | Japon                        | JAR Stadium, Tachkent                           |                                                 |
| 17:00             | Al-Fuadi 18e |       | 13e 75e Minamino · 54e Akino | Spectateurs : 2 000 Arbitrage : Nawaf Shukralla | Spectateurs : 2 000 Arbitrage : Nawaf Shukralla |
| 17:00             | (Rapport)    |       |                              | Spectateurs : 2 000 Arbitrage : Nawaf Shukralla | Spectateurs : 2 000 Arbitrage : Nawaf Shukralla |

| 1er novembre 2010 | Corée du Nord                    | 4 – 0 | Jordanie | Stade Pakhtakor Markaziy, Tachkent              |                                                 |
| 19:00             | Jo K. 32e 64e 78e · Ju J. C. 71e |       |          | Spectateurs : 3 500 Arbitrage : Alireza Faghani | Spectateurs : 3 500 Arbitrage : Alireza Faghani |
| 19:00             | (Rapport)                        |       |          | Spectateurs : 3 500 Arbitrage : Alireza Faghani | Spectateurs : 3 500 Arbitrage : Alireza Faghani |

### Demi-finales
| 4 novembre 2010 | Ouzbékistan         | 2 – 1 | Australie    | Stade Pakhtakor Markaziy, Tachkent               |                                                  |
| 14:00           | Makhstaliev 17e 90e |       | 43e Woodcock | Spectateurs : 30 000 Arbitrage : Nawaf Shukralla | Spectateurs : 30 000 Arbitrage : Nawaf Shukralla |
| 14:00           | (Rapport)           |       |              | Spectateurs : 30 000 Arbitrage : Nawaf Shukralla | Spectateurs : 30 000 Arbitrage : Nawaf Shukralla |

| 4 novembre 2010 | Corée du Nord             | 2 – 1 | Japon         | Stade Pakhtakor Markaziy, Tachkent               |                                                  |
| 17:30           | Ju J.C. 4e · Pak M.S. 12e |       | 60e Matsumoto | Spectateurs : 5 000 Arbitrage : Abdullah Balideh | Spectateurs : 5 000 Arbitrage : Abdullah Balideh |
| 17:30           | (Rapport)                 |       |               | Spectateurs : 5 000 Arbitrage : Abdullah Balideh | Spectateurs : 5 000 Arbitrage : Abdullah Balideh |

### Finale
| 7 novembre 2010 | Ouzbékistan | 0 – 2 | Corée du Nord            | Stade Pakhtakor Markaziy, Tachkent               |                                                  |
| 14:00           |             |       | Ri K. I. 75e · Jo K. 85e | Spectateurs : 35 000 Arbitrage : Alireza Faghani | Spectateurs : 35 000 Arbitrage : Alireza Faghani |
| 14:00           | (Rapport)   |       |                          | Spectateurs : 35 000 Arbitrage : Alireza Faghani | Spectateurs : 35 000 Arbitrage : Alireza Faghani |

### Équipes qualifiées pour la Coupe du monde
Les quatre demi-finalistes, quel que soit le résultat en coupe d'Asie, sont qualifiés pour la Coupe du monde de football des moins de 17 ans 2011, au Mexique : 
- Australie
- Corée du Nord
- Japon
- Ouzbékistan